# Stanisław Nieczwołodow

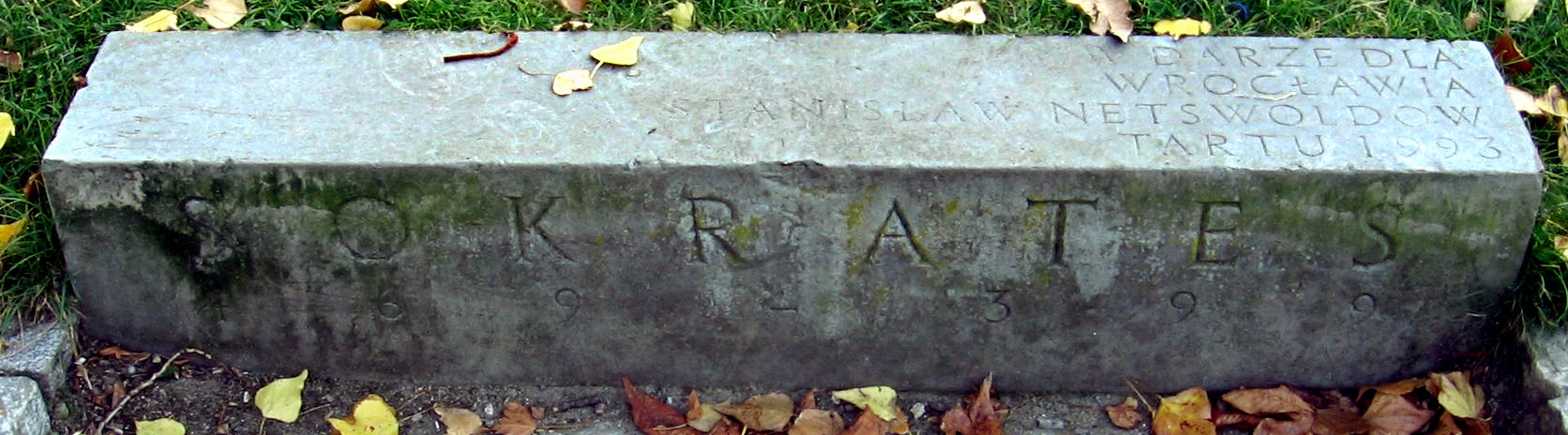
Podpis pod wrocławską rzeźbą SokratesaNets

Stanisław Dmitrijewicz Nieczwołodow (ros. Станислав Дмитриевич Нечволодов, est. Stanislav Netšvolodov; ur. 2 sierpnia 1935 w Obwodzie donieckim) – estoński rzeźbiarz, medalier i malarz pochodzący z Ukrainy.
Urodził się na wsi w obwodzie donieckim, jego matka była Polką. Uczęszczał do szkoły, a następnie studiował architekturę w Kijowie. Przez dziesięć lat pracował w Irkucku wyuczonym zawodzie architekta, po czym skierował swoje zainteresowania ku sztuce. Dalsze studia odbywał w Akademii Sztuk Pięknych w Leningradzie. Jego rzeźby znajdują się m.in. w zbiorach British Museum, Ermitażu i Muzeum im. Puszkina.
Od roku 1971 mieszka w Tartu w Estonii. Stanisław Nieczwołodow jest członkiem estońskiego związku artystów oraz członkiem międzynarodowej organizacji medalierskiej FIDEM (Fédération Internationale de la Médaille d'Art).